# Orectolobus leptolineatus
Orectolobus leptolineatus ist eine Fischart aus der Familie der Teppichhaie (Orectolobidae) die im westlichen Pazifik in den Küstengewässern des zentralen Indonesien, möglicherweise auch an der Nordküste Borneos vorkommt. Die der Erstbeschreibung zugrundeliegenden Typusexemplare wurden auf Fischmärkten auf Bali und Lombok erstanden. Das Art-Epitheton leptolineatus verweist auf das feine Zeichnungsmuster auf seiner Rückenseite (Gr.: „leptos“ = fein, dünn; Lat.: „lineatus“ = Linie).
Ähnliche Haiformen, die möglicherweise mit Orectolobus leptolineatus konspezifisch sind, sind auch von den Philippinen (Visayas und Cebu), den taiwanesischen Penghu-Inseln und Okinawa bekannt.

## Merkmale
Orectolobus leptolineatus ist ein mittelgroßer Hai, dessen Maximallänge auf 1,2 Meter geschätzt wird. Von anderen Arten der Teppichhaie unterscheidet er sich vor allem durch seine komplexe und variable Färbung auf dem Rücken und den Körperseiten mit wechselnden dunkel- und hellbräunlichen Balken, Augenflecken und Sätteln. Die Bauchseite ist gleichmäßig blass. Die Oberseite der paarigen Flossen zeigt ein auffallendes, wurmartig verschlungenes Muster. Die Nasalbarteln sind verzweigt. Auch die zahlreichen Hautlappen, die vor allem rund um das Maul zu finden sind, zeigen eine arttypische Form und Komplexität. Die Rückenflossen sind groß; die erste beginnt oberhalb des Bauchflossenansatzes. Der Abstand zwischen den zwei Rückenflossen entspricht dem 0,5- bis 0,8-fachen der Länge der Afterflossenbasis. Der innere Rand der Afterflosse ist 0,7 bis 0,8 mal so lang wie ihr Vorderrand. Im Oberkiefer finden sich 23 Zahnreihen, eine rudimentäre Zahnreihe normalerweise auch an der Oberkiefersymphyse. Die Anzahl der Wirbel liegt bei 148 bis 163, davon sind 44 bis 51 monospondyle Präcaudalwirbel.

## Lebensweise
Über die Lebensweise von Orectolobus leptolineatus ist so gut wie nichts bekannt. Die auf Fischmärkten gefundenen und zur Beschreibung der Art herangezogenen Exemplare wurden vermutlich mit Langleinen über tieferen Zonen des Kontinentalschelfs gefangen, weshalb vermutet wird, dass die Haiart kühleres Tiefenwasser bevorzugt. Es gibt eine Sichtung aus flacherem Wasser von der Ostküste Balis, in einer Region in der oft kaltes Tiefenwasser aufsteigt.
Alle bisher untersuchten geschlechtsreifen Männchen waren etwa 90 cm lang, das kleinste geschlechtsreife Weibchen 94 cm. Zwei trächtige Weibchen – alle Ammenhaie sind lebendgebärend – hatten Längen von 1,04 und 1,08 Metern. Das kleinere der beiden enthielt zwei Embryos von 13 und 14 cm Länge.

## Anmerkung
1. ↑  Monospondyle Wirbel sind Wirbel mit großen Wirbelkörpern, ein Wirbelkörper je Körpersegment, im Unterschied zu diplospondylen Wirbeln (zwei Wirbel je Körpersegment).